# Antiochos (Sohn des Seleukos IV.)
Antiochos (altgriechisch Ἀντίοχος Antíochos; † 170 v. Chr.) war ein Ko-Regent des Seleukidenreichs im 2. vorchristlichen Jahrhundert. Er war der älteste Sohn des Königs Seleukos IV. und dessen Schwestergemahlin Laodike IV.
Bei der Ermordung seines Vaters 175 v. Chr. war Antiochos noch unmündig, weshalb sein Onkel Antiochos IV. die Herrschaft in Syrien übernehmen konnte. Dieser heiratete seine Mutter und legitimierte die Machtübernahme einstweilen im Namen des jungen Prinzen, den er adoptierte und zu seinem formellen Mitregenten machte. Auf einer babylonischen Königsliste wird Antiochos zwischen dem 8. Monat des 137. Jahres und dem 5. Monat des 142. Jahres nach seleukidischer Zeitrechnung (Oktober 175–August 170 v. Chr.) als Mitkönig seines Onkels, dem er hier als „Sohn“ beistand, in der Herrschaft über Babylon genannt. Auch erwähnt die Liste den Tod des jüngeren Antiochos durch Exekution, die auf Anordnung des Onkels erfolgt war, der so die Alleinherrschaft in eigenem Namen übernehmen konnte.